# Blepephaeus andamanicus
Blepephaeus andamanicus är en skalbaggsart som beskrevs av Stefan von Breuning 1935. Blepephaeus andamanicus ingår i släktet Blepephaeus och familjen långhorningar. Inga underarter finns listade.